# Ilyocryptus agilis
Ilyocryptus agilis is een watervlooiensoort uit de familie van de Ilyocryptidae. De wetenschappelijke naam van de soort is voor het eerst geldig gepubliceerd in 1878 door Kurz.